# Pałac w Chmielowie
Pałac w Chmielowie – wybudowany w XVIII w. w Chmielowie.

## Położenie
Pałac położony jest we wsi w Polsce, w województwie dolnośląskim, w powiecie średzkim, w gminie Kostomłoty.